# Ignacy Paprocki
Ignacy Paprocki (ur. ok. 1790, zm. po 1858) – urzędnik austriacki, dziedzic Cieszacina i Kisielowa
W okresie Rzeczypospolitej Krakowskiej był referendarzem Senatu Rządzącego w 1838 przedstawił projekt ulepszenia obrony przeciwpożarowej
Po przywróceniu przez Austriaków Rady Miejskiej uzyskał, wraz z dwoma innymi kandydatami rekomendację na urząd wiceprezesa Rady. Po śmierci Józefa Walentego Krzyżanowskiego nie wybrano nowego prezesa Rady Miejskiej, wobec czego Paprocki pełnił obowiązki prezesa Rady Miejskiej będąc formalnie jej wiceprezesem. Za jego rządów miasto dotknął ogromny pożar w lipcu 1850. W listopadzie 1850 rozpoczęła działalność Izba Przemysłowo-Handlowa, 30 grudnia 1850 został otwarty most cesarza Franciszka Józefa I na Wiśle.  W czerwcu 1851, po przyznaniu pożyczki na odbudowę miasta, na co zaciągnięto wysoki kredyt rządowy w Wiedniu, został wiceprezesem Komisji Rządowej Pożyczki mającej wspomagać odbudowę nieruchomości prywatnych. W dniach 11-13 października witał cesarza Franciszka Józefa I w Krakowie, wręczając mu w imieniu władz klucze do miasta. Po rozwiązaniu Rady Miejskiej w czerwcu 1853 nie wszedł już w skład nowej Rady, składając rezygnację 3 października 1853, uzasadniając ją słabą znajomością języka niemieckiego, co było aluzją do postępującej germanizacji urzędów miejskich. Z władz miasta odszedł ostatecznie 1 stycznia 1858 roku. Dalsze jego losy nie są znane.
Był żonaty z Franciszką Łapińską, jego zięciem był notariusz i burmistrz Rzeszowa Jan Pogonowski.